# Niels Christian Frederiksen

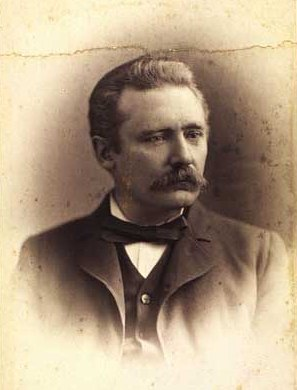
Niels Christian Frederiksen

Niels Christian Frederiksen (* 23. März 1840 in Nöbböllegaard, Insel Lolland; † 1905) war ein dänischer Nationalökonom und Politiker der Mellempartiet und der Venstre.

## Leben
Frederiksen studierte in Kopenhagen, wurde 1865 Dozent und 1867 Professor der Staatswissenschaften an der Universität Kopenhagen. Ab 1877 lebte er in den USA.

## Werk
Von seinen Schriften (in dänischer Sprache) sind zu erwähnen: Über allgemeine Vermögens- u. Einkommensteuer (1870); Vorlesungen über die Entwickelung der politischen Ökonomie (1871); Die Begriffe der politischen Ökonomie (1874). Seit 1872 gab er die Nationalökonomisk Tidsskrift heraus.